# Lehrerverband Berufliche Schulen Sachsen
Der Lehrerverband Berufliche Schulen Sachsen (LVBS) wurde 2005 aus dem Bundesverband der Lehrer an Beruflichen Schulen – Landesverband Sachsen – und dem Verband der Lehrerinnen und Lehrer an Wirtschaftsschulen – Landesverband Sachsen – gegründet. Er hat seinen Sitz in Dresden.

## Ziele und Inhalte

### Interessenvertretung
Der Verein hat sich als Aufgabe gestellt, als einziger Lehrerverband in Sachsen sich ausschließlich für die Belange der Lehrkräfte an beruflichen Schulen einzusetzen. Er versteht sich als Fachverband und gewerkschaftliche Interessenvertretung.

### Verbandsstrukturen
Innerhalb des LVBS ist das Tätigkeitsfeld in fünf thematischen Ausschüssen spezialisiert.
- Bildungspolitik
- Lehrerbildung
- Dienstrecht
- Junge Berufsschullehrer
- Seniorengruppe

Die berufliche Klassifizierung erfolgt über drei Fachgruppen:
- Gewerbliche Berufe
- Gesundheitsfachberufe
- Kaufmännische Berufe

Die territoriale Zuordnung ist über Regionalverbände organisiert, die aus den Schulgruppen an den Beruflichen Schulzentren der jeweiligen Region bestehen. Der Regionalverband wird durch einen Regionalverantwortlichen geleitet und soll damit den direkten Kontakt zu den Schulgruppen sichern. Eine Gliederung erfolgt in drei Regionalverbände Dresden, Chemnitz und Leipzig.

### Verbandsziele
Der LVBS verfolgt folgende Verbandsziele:
- allen Lehrkräften in der beruflichen Bildung eine gemeinsame Plattform geben.
- dass berufliche Bildung eine breite öffentliche Anerkennung und Wertschätzung findet.
- die Attraktivität des Arbeitsplatzes „Berufsbildende Schule“ steigern.
- die statusmäßige Gleichstellung angestellter und verbeamteter Lehrkräfte.
- zielgerichtete Fortbildung, besonders in den beruflichen Fachrichtungen.
- eingruppierungsrelevante Weiterbildungsmaßnahmen für Fachpraxislehrerinnen, Fachpraxislehrer und Lehrkräfte ohne vollständige pädagogische Ausbildung.
- gleichwertige Rahmenbedingungen der medizinischen Berufsfachschulen unabhängig von der Trägerschaft.

## Öffentlichkeitsarbeit

### Publikationen
Der LVBS veröffentlicht quartalsweise die Verbandszeitschrift LVBS- konkret.

### Medien
Der LVBS veröffentlicht zusätzlich zu seiner Mitgliederzeitschrift LVBS – konkret u. a. auf folgenden Online-Plattformen:
- die Homepage des LVBS[6]
- eine facebook Seite[7]
- Instagram[8]
- Twitter[9]

## Dachorganisation

### Landesebene
Der LVBS ist Mitglied im Sächsischen Beamtenbund SBB.

### Bundesebene
- DBB Beamtenbund und Tarifunion
- Dachverband – BvLB Bundesverband der Lehrkräfte für Berufsbildung e.V.